# PKP-Baureihe ET40
Die Lokomotiven der Baureihe ET40 der Polnischen Staatsbahnen (PKP) sind zweiteilige Elektrolokomotiven für die Beförderung von Güterzügen. Eine Lokomotive wurde zur EP40 umgebaut.

## Baureihe ET40
Die ET40 sind als Doppellokomotiven aus zwei baugleichen Hälften mit je einem Führerstand ausgeführt. Die beiden Lokhälften sind zur Unterscheidung mit „A“ bzw. „B“ gekennzeichnet. Die ET40 weist Ähnlichkeiten zur Baureihe EU05 auf, die 1961 von Škoda an die PKP geliefert worden war, allerdings in einteiliger Ausführung.
Auch die Baureihe ET40 wurde von Škoda gebaut. Von 1975 bis 1978 wurden 60 Lokomotiven an die PKP geliefert.
2004 waren noch 46 ET40 im Bestand. Alle ET40 sind im Bahnbetriebswerk Bydgoszcz beheimatet und vorwiegend im Güterverkehr auf der Nord-Süd-Strecke zwischen der oberschlesischen Industrieregion und den Ostseehäfen in Gdańsk und Gdynia im Einsatz.

## Baureihe EP40
Nach Ablieferung der Prototypen der Baureihe EP09 für eine Höchstgeschwindigkeit von 160 km/h zum Einsatz auf der Centralna Magistrala Kolejowa Warschau–Krakau/Katowice wurde als Alternative der Umbau der Baureihe ET40 zur Baureihe EP40 erwogen. 1990 wurde ET40-41 durch Änderung des Getriebes zur EP40-41 umgebaut, wobei Komponenten der Baureihe EP05 (für 160 km/h umgebaute Version der Baureihe EU05) verwendet wurden. Der Umbau wurde durch die PKP im Ausbesserungswerk (ZNTK) Gdańsk durchgeführt. ET40-41 erhielt den für Schnellfahrlokomotiven der PKP üblichen orangefarbenen Lack.
Die PKP gaben der Serienproduktion der Baureihe EP09 den Vorrang. Weitere Umbauten erfolgten nicht, EP40-41 wurde 1993 wieder zur ET40-41 zurückgebaut.